# Golfe de l'Ob
 (août 2024).
Si vous disposez d'ouvrages ou d'articles de référence ou si vous connaissez des sites web de qualité traitant du thème abordé ici, merci de compléter l'article en donnant les références utiles à sa vérifiabilité et en les liant à la section « Notes et références ».
Le golfe de l'Ob (en russe : Обская губа, Obskaïa gouba) est un golfe de la mer de Kara  formé par l'embouchure de l'Ob au nord de la Iamalie.

## Géographie
Le golfe s'étend sur une distance allant d'environ 820 km selon une direction générale sud-nord, depuis le débouché de l'Ob au sud-ouest jusqu'à son ouverture sur la mer de Kara au nord. Il sépare la péninsule de Yamal à l'ouest de la péninsule de Gydan à l'est, au nord-est de l'extrémité nord de l'Oural et au nord de la plaine de Sibérie occidentale. Il mesure entre 30 et 80 km de large. Le golfe a plutôt une faible profondeur, de 10 à 12 m en moyenne, ce qui limite considérablement le transport maritime. En son milieu et sur la rive orientale,  l'estuaire du Taz, constitué par l'embouchure du Taz, forme une branche en direction du nord-ouest. Le paysage côtier est faiblement vallonné, aplani par les glaciers lors des périodes glaciaires ; la toundra y domine.
Le golfe comprend quelques îles près de l'embouchure de l'Ob, généralement plates et peu élevées. Plus au nord, il est libre d'îles.
Le golfe de l'Ob est situé presque entièrement au nord du cercle Arctique. Son extrémité sud mise à part, il est pris dans les glaces dès le mois d'octobre.
Administrativement, le golfe est situé dans le district autonome de Iamalie. Les principales villes sur sa côte sont Novy Port (en), Iambourg (en) et Mys Kamenny (ru).

## Hydrocarbures
Des gisements de gaz naturel et de pétrole ont été découverts dans la région. Les produits extraits sont envoyés vers le sud par canalisation et transport ferroviaire. Le gisement de gaz de Iambourg est le 3e plus grand champ de gaz au monde ; il est situé entre la partie sud du golfe et l'estuaire du Taz à l'est.